# A Friendly Husband
A Friendly Husband è un film muto del 1923 diretto da John G. Blystone.

## Produzione
Il film fu prodotto dalla Fox Film Corporation.

## Distribuzione
Il film uscì nelle sale cinematografiche statunitensi il 1º gennaio 1923. In Francia, venne distribuito il 26 settembre 1924 con il titolo Une partie de plaisir.